# The Gateway
The Gateway és una pel·lícula estatunidenca de thriller policíac dirigida per Michele Civetta i protagonitzada per Shea Whigham, Olivia Munn i Frank Grillo. El guió, escrit per Alexander Felix i originalment titulat Where Angels Die, es va incloure a la Llista negra del 2013. La pel·lícula es va rodar a Norfolk (Virgínia) el maig de 2019. La pel·lícula es va estrenar als cinemes i a la carta el 3 de setembre de 2021. S'ha doblat i subtitulat al català.
Al film, un treballador social assignat a cura de la filla d'una mare soltera es veu obligat a intervenir quan el pare surt de presó. Ell és traficant de drogues i aviat tornarà a donar un cop juntament amb en Duke i la seva banda criminal, pel qual arrossegarà la seva família a una vida delictiva, i les posa a totes dues en greu perill.